# Halichaetonotus etrolomus
Halichaetonotus etrolomus is een buikharige uit de familie Chaetonotidae. Het dier komt uit het geslacht Halichaetonotus. Halichaetonotus etrolomus werd in 1992 voor het eerst wetenschappelijk beschreven door Hummon, Balsamo & Todaro. 